# 41 (tal)
41 er et ulige heltal og det naturlige tal, som kommer efter 40 og efterfølges af 42.

## Matematik
- Det 13. primtal,[1] og primtalstvilling med 43.
- Et pythagoræisk primtal (4×10 + 1 = 52 + 42)

## Andet
- 41 er atomnummeret på grundstoffet Niobium.
- 41 er international telefonkode for Schweiz.